# Kraftwerk Vernayaz (STE SV)
Das Kraftwerk Vernayaz der Société de turbinage des eaux de Salvan et Vernayaz (STE SV) SA ist ein Kleinwasserkraftwerk, das als Hochdruck-Laufwasserkraftwerk Wasser von Quellen auf dem Gebiet der Gemeinden Salvan und Vernayaz im Kanton Wallis der Schweiz verarbeitet.

## Betreiber
Die Betreibergesellschaft hat ein Aktienkapital von 800 000 Franken, wobei die Hälfte der Aktien der SEIC Télédis, einem Energieversorger und Multimediaprodukteanbieter im Kanton Wallis, gehört. Die Anlage nahm 2013 den Betrieb auf.

## Technik
Die Anlage besteht aus zwei Wasserfassungen und einem kleinen Maschinenhaus in Vernayaz. Das Triebwasser wird über eine 3680 m lange Druckrohrleitung herangeführt. Der Synchrongenerator mit einer Leistung von 440 kVA erzeugt Energie für rund 500 Haushalte.